# MGM-31 Pershing
MGM-31 Pershing var en amerikansk medeldistansrobot (MRBM) som baserades i Europa under kalla kriget. Pershing ersatte PGM-11 Redstone och MGM-13 Mace i slutet av 1960-talet och användes fram till kalla krigets slut då systemet avvecklades som en följd av INF-avtalet.

## Bakgrund
PGM-11 Redstone var med sin längd på över 20 meter och vikt på nästan 30 ton en stor robot, men hade trots det en räckvidd på bara drygt 300 km. Att den drevs av flytande bränsle och därför behövde tankas innan avfyring gjorde att dess reaktionstid var för lång för att hinna vedergälla ett sovjetiskt angrepp med motsvarande robotar innan den slogs ut. General John Medaris vid Redstone Arsenal föreslog 1956 att PGM-11 skulle ersättas av en version av Redstone med fast bränsle vilket skulle kombinera kortare reaktionstid med en mindre robot. Roboten kallades inledningsvis för Redstone-S (för "Solid fuel") men i januari 1958 döptes den om till "Pershing" efter general John Pershing.

## Utveckling

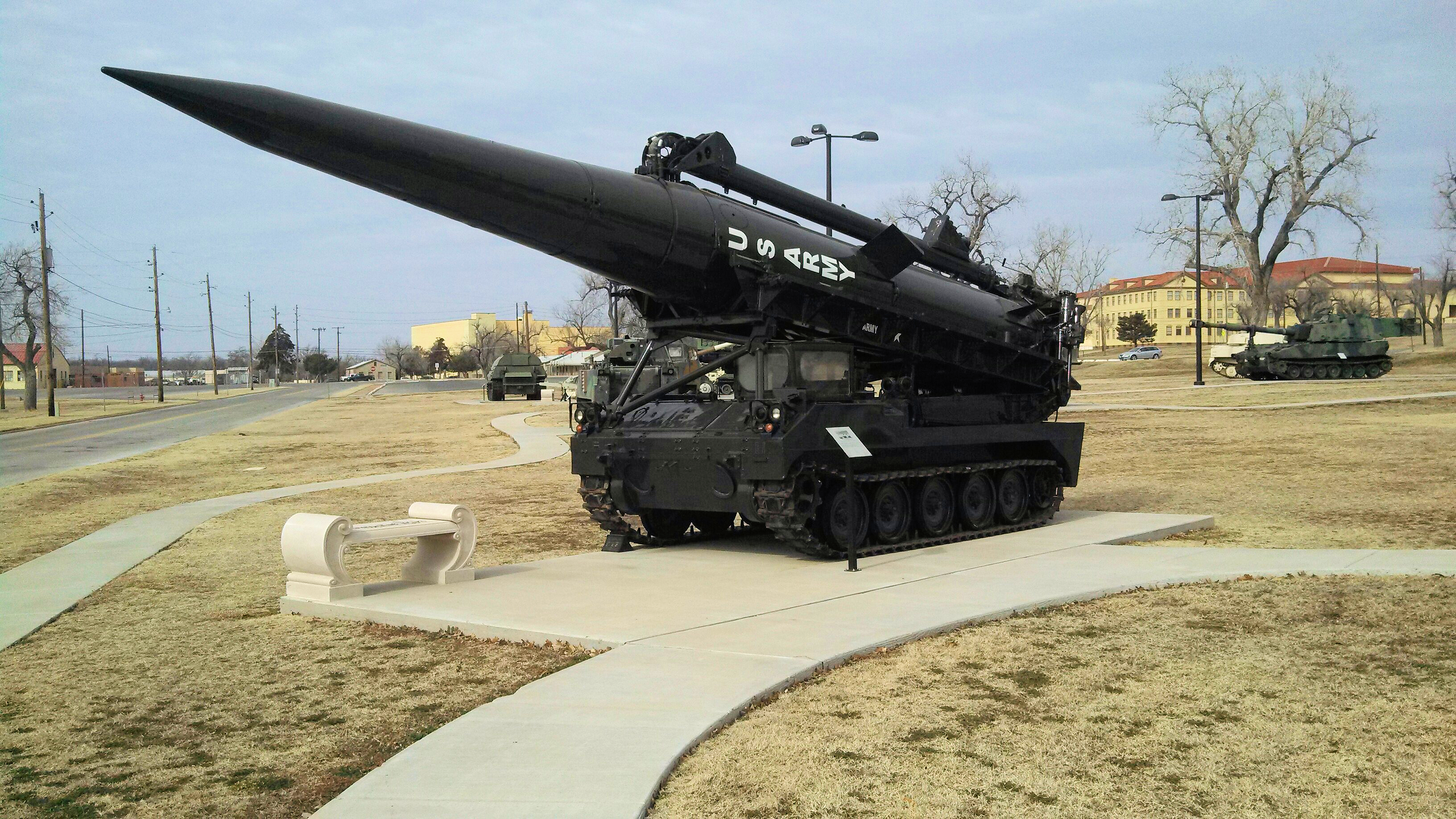
En Persing I på en M474 robotbandvagn utställd vid Fort Sill. Stridsspetsen är monterad, vilket den inte är under transport, men roboten är inte rest i vertikalt avfyringsläge.

I mars 1958 gick kontraktet till Martin Marietta. Utvecklingen gick fort och den första prototypen provsköts 25 februari 1960. Den första avfyringen från ett robotfordon genomfördes 26 juli samma år, den kom ut på förband i juni 1962 och 1964 baserades den för första gången i Västtyskland. År 1965 påbörjades ett program för att ytterligare förkorta Pershing-robotens reaktionstid. Ett avancerat hydraulsystem gjorde att stridsspetsen (som transporterades separat) kunde monteras på roboten betydligt snabbare och roboten kunde därefter resas i stående ställning på bara 10 sekunder. Den förbättrade roboten kallades Pershing Ia och började produceras 1967. År 1970 hade den helt ersatt den ursprungliga Pershing I.
I början av 1970-talet blev Pershings dåliga precision ett problem. Det var bara med den största laddningen W50-Y3 på 400 kT som den hade rimlig chans att slå ut "kärnvapensäkra" bunkrar och andra hårda mål. 400 kT var dock en väldigt stor laddning för ett taktiskt kärnvapen vilket begränsade dess användbarhet. Därför började Martin Marietta 1974 utveckla en version av Pershing med en terrängigenkännande radar som ökade precisionen från 400 meter CEP till 30 meter. Det gjorde att den kunde förses med den mindre och modernare kärnladdningen W85 med variabel sprängstyrka eller den djupinträngande varianten W86. Efter att Sovjetunionen 1976 börjat basera roboten RSD-10 Pioner i östra Europa beslutades att även förse roboten med en ny raketmotor som mer än fördubblade räckvidden. Den nya roboten fick namnet Pershing II och den första provskjutningen ägde rum 18 november 1977. Pershing II kom ut på förband i december 1983 och började baseras i Europa 30 juni 1984.

## Användning

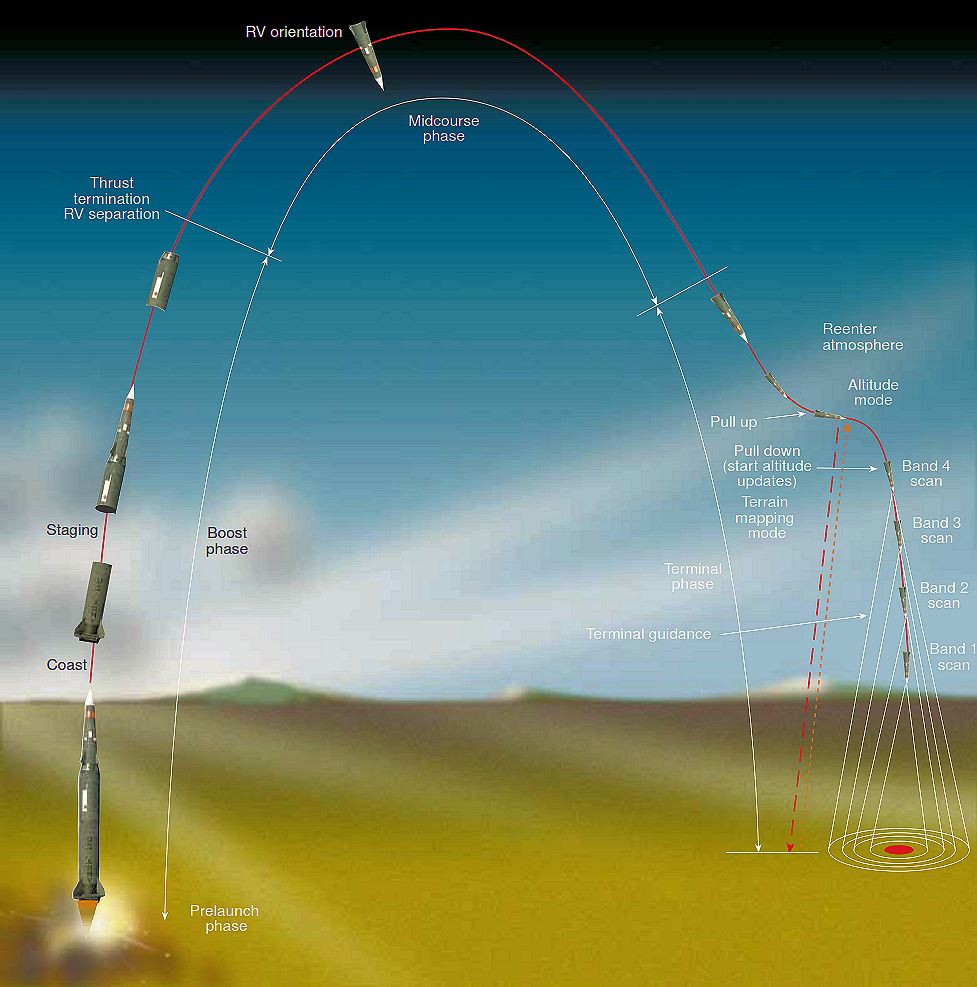
Pershing II:s olika banfaser.

Pershing hade inte interkontinental räckvidd och kunde därför inte användas från baser i USA. För att kunna nå mål inne i Sovjetunionen behövde robotarna placeras utomlands. Politiska överväganden, i synnerhet med Kubakrisen i färskt minne, gjorde att Pershing bara baserades i Västtyskland, både i amerikanska arméns artilleribataljoner och Luftwaffes robotflottiljer. Tyskland tilläts inte ha kärnvapen, men de tyska robotarna var bärare av amerikanska stridsspetsar som förvarades i Tyskland. Varje bataljon hade 36 robotar fördelade på fyra batterier som tjänstgjorde enligt ett roterande schema med beredskap, underhåll, övning och ledighet. Beredskap innebar att fordonen och robotarna befann sig i eldställning på hemliga och undangömda platser minst 100 km från gränsen till Östtyskland. I händelse av krig skulle tre av bataljonens batterier gå upp i beredskap och endast ett batteri i taget genomföra underhåll.
All utbildning på Pershing-robotar, även de tyska, genomfördes vid Fort Sill i Oklahoma.

## Protester och avveckling
Kapprustningen mellan å ena sidan de sovjetiska RSD-10 Pioner-robotarna och NATO:s Pershing- och Tomahawk-robotar i Europa ledde till ökade spänningar mellan öst och väst och ökade dessutom hotet om att göra Europa till ett kärnvapenslagfält. Därför organiserade fredsrörelsen under 1980-talet omfattande protester mot kärnvapen där Pershing II-robotarna var den främsta måltavlan. Det är oklart vilken effekt protesterna hade på förhandlingarna om INF-avtalet, men avtalet hade i alla fall effekten att både sovjet och NATO skrotade sina landbaserade medeldistansrobotar. Pershing-robotarna skrotades genom stationär avbränning av motorn medan kärnladdningarna återanvändes i B61-bomber.

## Varianter
- Pershing I – Första produktionsmodellen, ersättare för PGM-11 Redstone. Vapenbärare: M474 robotbandvagn.
- Pershing Ia – Modell utvecklad för snabbare reaktionstid, ersättare för MGM-13 Mace. Vapenbärare: M790 robottrailer.
- Pershing II – Förbättrad modell med terrängigenkännande radar, mindre sprängkraft och mer än dubbelt så lång räckvidd. Vapenbärare: M1003 robottrailer.

### Föreslagna varianter
- Pershing Ib – Pershing II med enstegsmotor. Avsedd att ersätta Tysklands Pershing Ia men utan att utöka räckvidden.
- Pershing IIRR (Reduced range) – En variant av Pershing II med en helt ny raketmotor med mindre diameter utvecklad för att ett fordon skulle kunna bära två robotar.
- Pershing III – Ballistisk sjömålsrobot med konventionell stridsladdning. Meningen var att utnyttja Pershing II-robotens radar för målsökning i stället för terrängigenkänning.

## Användare
| USA:s armé - 56th Field Artillery Brigade - 1st Battalion, 81st Field Artillery Regiment - 3rd Battalion, 84th Field Artillery Regiment - 1st Battalion, 41st Field Artillery Regiment - 2nd Battalion, 4th Infantry Regiment (närskydd) |  | Luftwaffe - Flugkörpergeschwader 1 - Flugkörpergruppe 12 - Flugkörpergruppe 13 - Flugkörpergeschwader 2 - Flugkörpergruppe 21 - Flugkörpergruppe 22 |

## Fotnoter
1. ↑  2nd Missile Battalion, 79th Field Artillery Regiment bildades i februari 1964 och skulle ha baserats i Sydkorea 1966, men Vietnamkriget tog allt större resurser i anspråk vilket gjorde att baseringen sköts upp tills bataljonen avvecklades 1968.[3]
2. ↑  Terrorbalansen byggde på att kärnvapenmakterna hotade varandra med kärnvapen. Taktiska kärnvapen konstruerade att användas på ett slagfält som inte omfattade USA:s eller sovjetunionens territorium ansågs inte ha samma avskräckande effekt.
3. ↑  1970 års organisation. År 1986 organiserades alla bataljoner i 9th Field Artillery Regiment och 56:e fältartilleribrigaden bytte namn till 56th Field Artillery Command